# 908 Buda
För andra betydelser, se Buda (olika betydelser).
908 Buda eller 1918 EX är en asteroid i huvudbältet, som upptäcktes 30 november 1918 av den tyske astronomen Max Wolf. Den är uppkallad efter den tidigare staden Buda, vilken senare blev en del av staden Budapest.
Asteroiden har en diameter på ungefär 30 kilometer.